# Schiffsunglück von Otranto

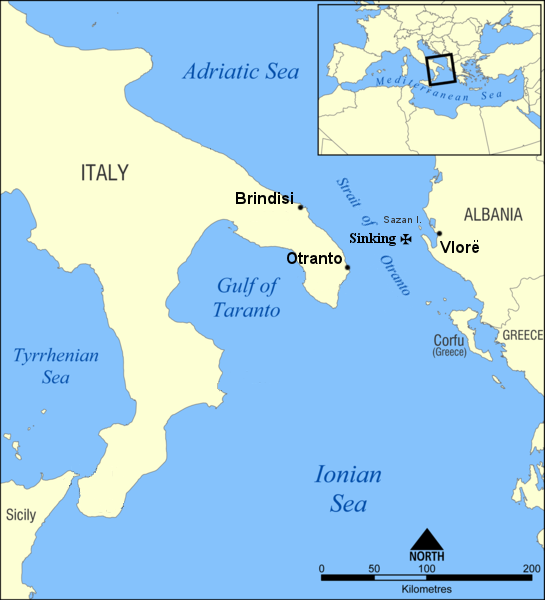
Ort des Unglücks

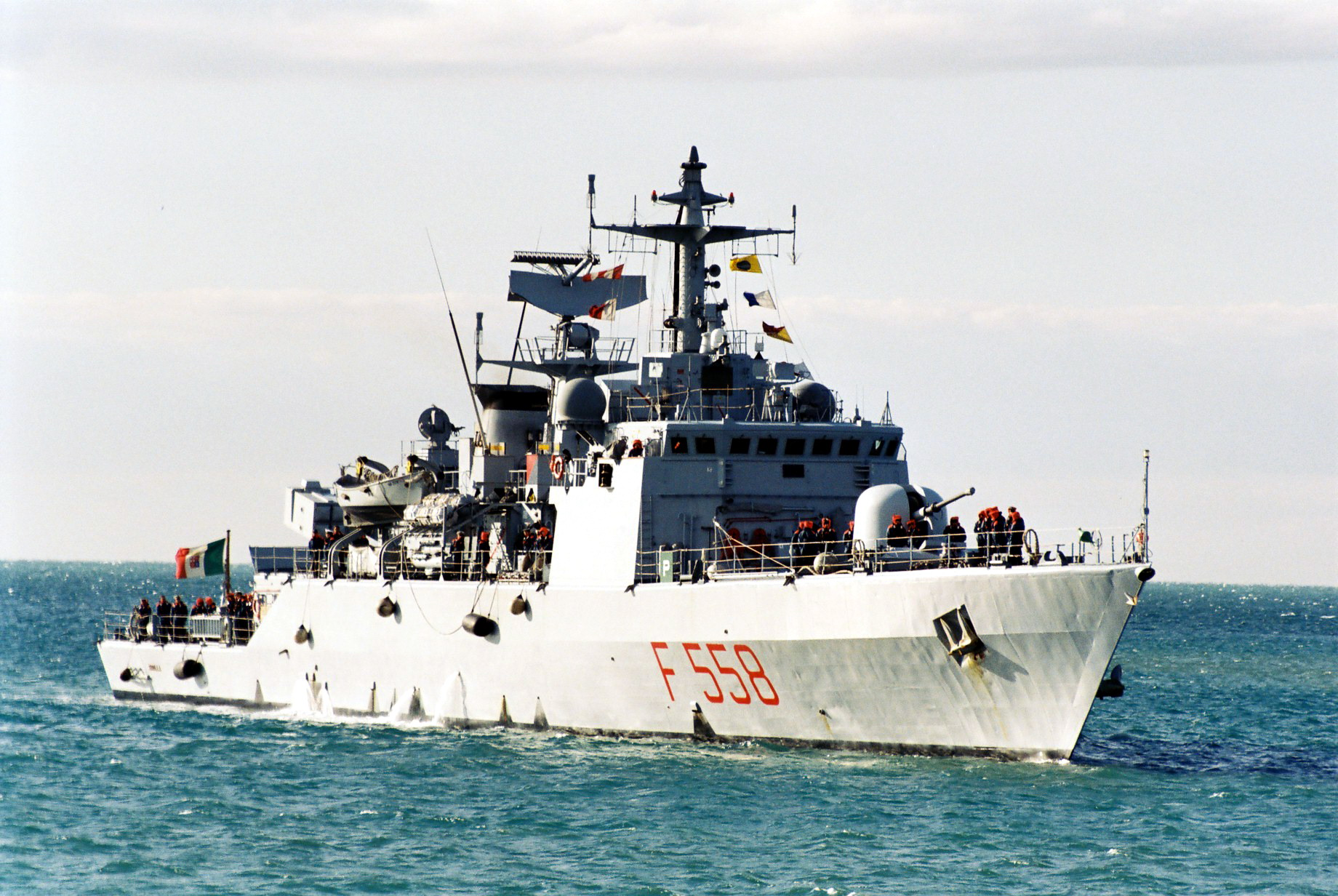
F 558 Sibilla, 2001

Beim Schiffsunglück von Otranto am 28. März 1997 sank das Motorboot Katër i Radës in albanischen Gewässern nach einer Kollision mit dem italienischen Kriegsschiff Sibilla (1.285 Tonnen), das versucht hatte, das mit Migranten überfüllte Boot zu stoppen.

## Hintergrund
Im Frühling 1997 brach in Albanien der Lotterieaufstand aus. Dabei kam es zu bürgerkriegsähnlichen Zuständen, so dass viele Menschen aus der Hafenstadt Vlora über das Meer entkommen wollten. Gleichzeitig wurde der italienischen Marine in den Medien vorgeworfen, nicht wirksam genug gegen die Überfahrten der Illegalen vorzugehen. Die Medien sprachen von einer „Invasion Illegaler“ (La  Repubblica).
In dieser aufgeheizten Situation bot der italienische Außenminister Lamberto Dini der albanischen Regierung am 25. März Hilfe an, die illegale Auswanderung zu stoppen und die Flüchtlingsboote zurück zu dirigieren. Die albanische Übergangsregierung unter Bashkim Fino akzeptierte das Angebot, um sich finanzielle, polizeiliche und humanitäre Hilfe zu sichern. Im Rahmen der Operation Weiße Flagge wurde von Rom faktisch eine Seeblockade angeordnet und durch die italienische Marine mit mehreren Kriegsschiffen in der Straße von Otranto überwacht. Die heimlich Ausreisenden sollten so schon in albanischen und internationalen Gewässern aufgehalten werden.

## Untergang der Katër i Radës
Am 28. März 1997 verließen etwa 120 Personen die albanische Hafenstadt Vlora mit der Katër i Radës Richtung Italien. Bei der albanischen Insel Sazan versuchte die italienische Fregatte Zeffiro (F 577), das Motorboot zur Umkehr zu bewegen, da es sich bei den Passagieren um illegale Migranten (clandestini) handeln würde. Als die hinzueilende Korvette Sibilla (F 558) ebenfalls versuchte, die Katër i Radës zu stoppen und zu inspizieren, kollidierte sie mit dieser. Die Katër i Radës kenterte dadurch und sank. Die Sibilla entfernte sich angeblich vom Unglücksort und kehrte nach etwa 20 Minuten zurück.
Sieben Monate später wurde das gesunkene Boot in albanischen Territorialgewässern zehn Meilen von der Küste entfernt gehoben. 57 Leichen wurden geborgen, 24 Menschen gelten als vermisst.

## Aufarbeitung

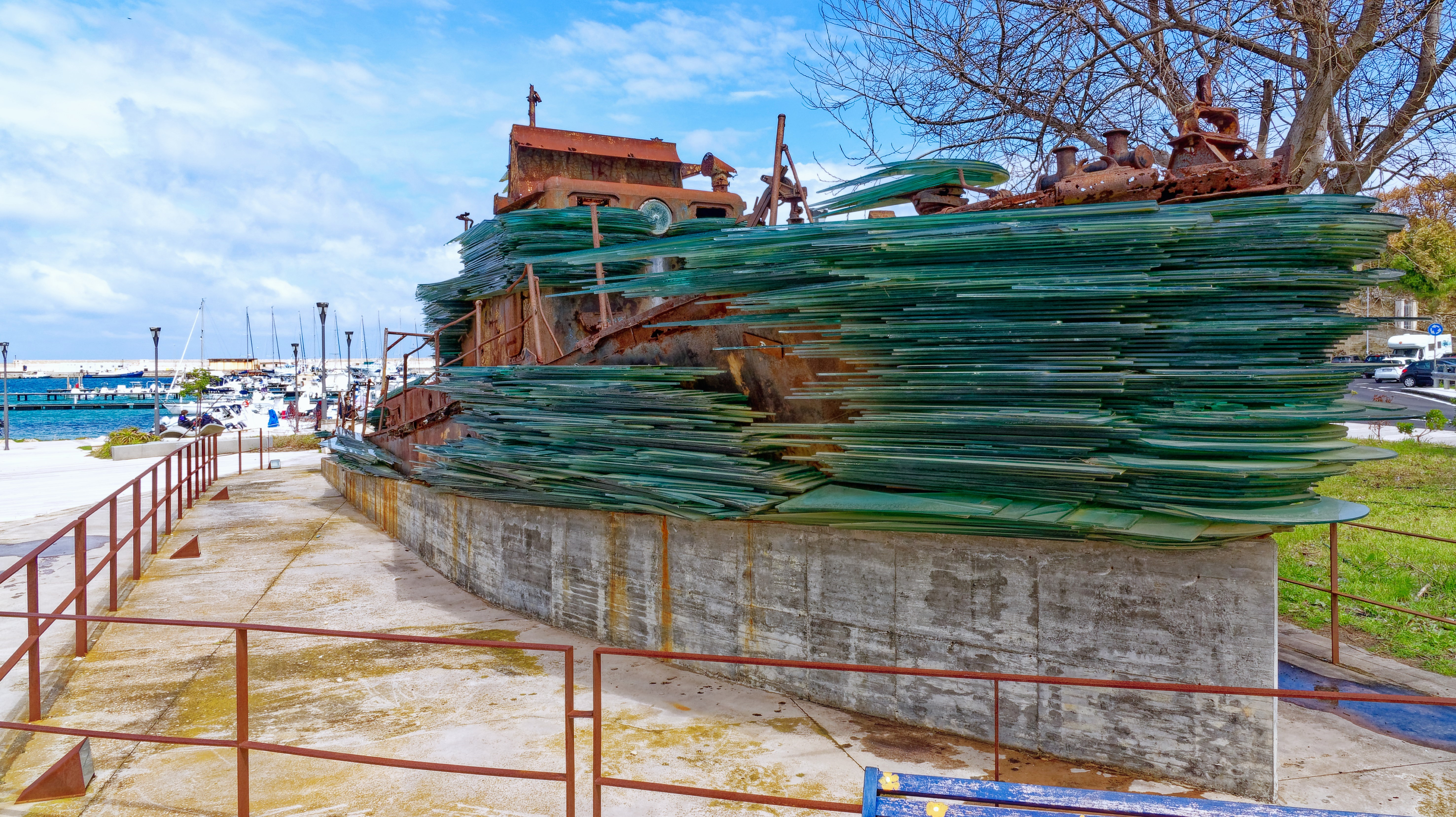
Mahnmal im Hafen von Otranto

### Juristisch
Im erstinstanzlichen Strafverfahren (1999 bis 2005 in Brindisi) beklagte der Staatsanwalt die mangelhafte Kooperation der italienischen Marine, die mögliche Beweisstücke wie Aufzeichnungen der Funksprüche nicht herausgab. Es wäre somit nicht möglich gewesen, die Verantwortung der zuständigen Admiräle Alfeo Battelli und Umberto Guarino im Marinekommando Tarent und des Hauptquartiers in Rom zweifelsfrei zu klären. Wegen Verursachung eines Schiffsunglücks und mehrfacher fahrlässiger Tötung wurde der Schiffsführer der Katër i Radës, Namik Xhaferi, zu vier Jahren Haft und der italienische Kapitän zu drei Jahren Haft verurteilt. Das Berufungsgericht in Lecce bestätigte 2011 das Urteil. Dabei war es den Anklägern nicht möglich, zweifelsfrei nachzuweisen, dass die Admiralität in Tarent spezifische Anweisungen gegeben habe, wie die Katër i Radës eingeschüchtert und zur Umkehr bewegt werden sollte.
Ein Verfahren vor dem Europäischen Gerichtshof für Menschenrechte (Xhavara vs. Italy and Albania) wurde abgelehnt, da Italien in dem Fall die Gerichtsbarkeit zufalle und mittlerweile ein Prozess stattgefunden hätte.

### Erinnerung
Im Hafen von Otranto erinnert ein Mahnmal des griechischen Künstlers Costas Varotsos an das Unglück.